# Milada Burdychová
Milada Burdychová, rozená Kolertová (24. prosince 1905 Rtyně v Podkrkonoší – 9. července 1942 Pardubice) byla česká spolupracovnice výsadku Silver A popravená nacisty.

## Život

### Civilní život
Milada Burdychová se narodila 24. prosince 1905 ve Rtyni v Podkrkonoší, v rodině tkalce Jana Kolerta a jeho manželky Františky, rozené Nývltové; zde strávila i dětství. Po sňatku s Antonínem Burdychem začala žít s ním a jeho rodiči na usedlosti čp. 168 na Kosteleckých Končinách. Manželům Burdychovým se narodili dva synové: Vladimír a Antonín.

### Protinacistický odboj

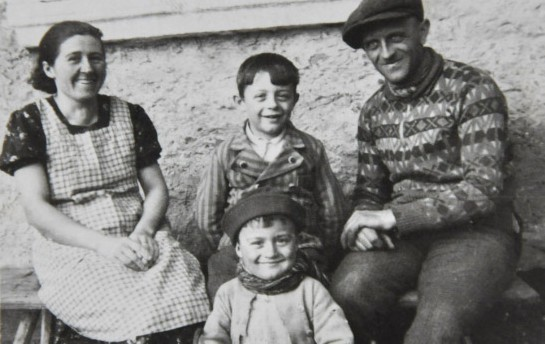
Milada Burdychová s manželem Antonínem Burdychem mladším a syny Antonínem a Vladimírem

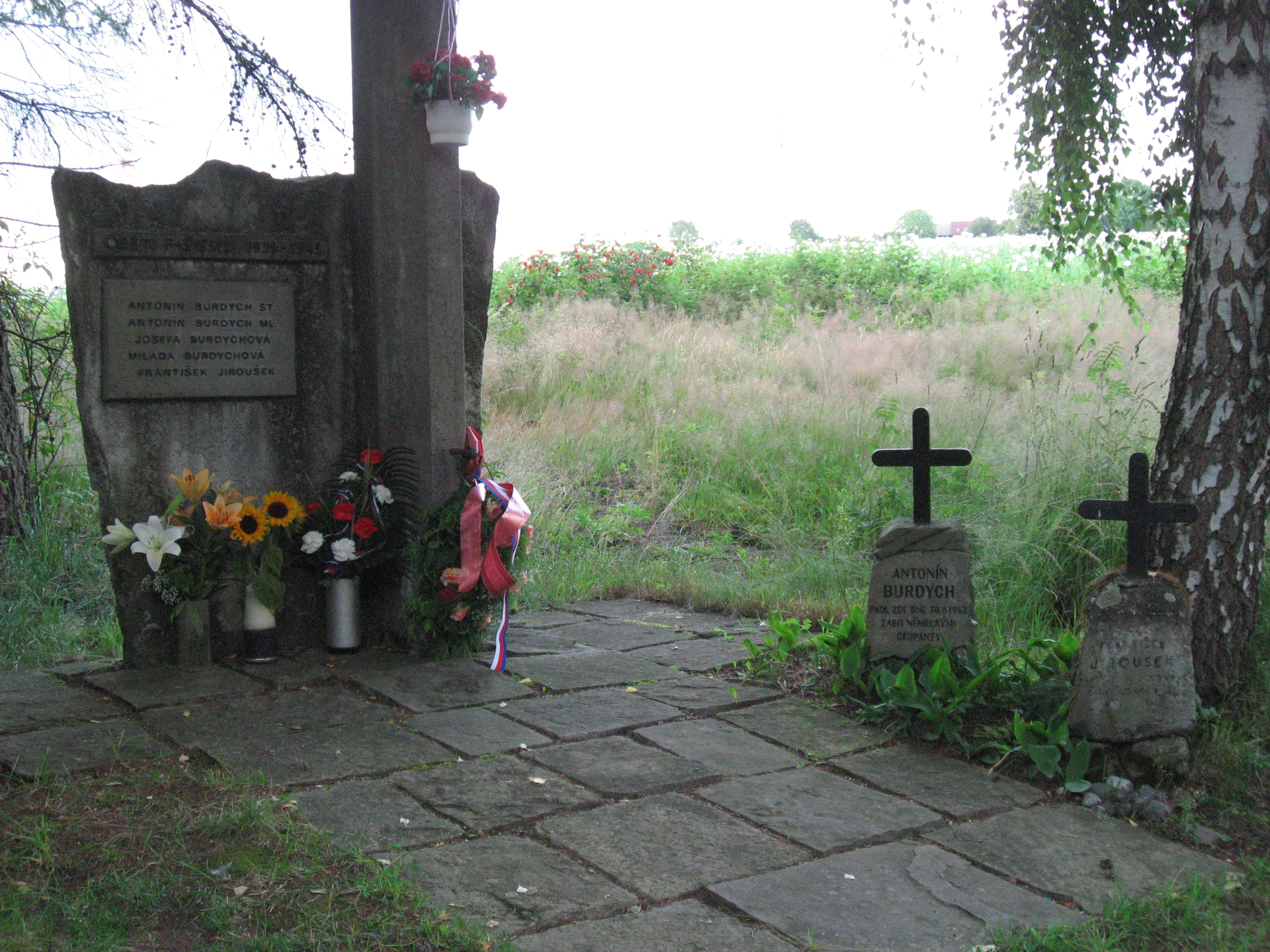
Památník v lesíku na Končinách, kde byl postřelen Miladin manžel Antonín Burdych mladší

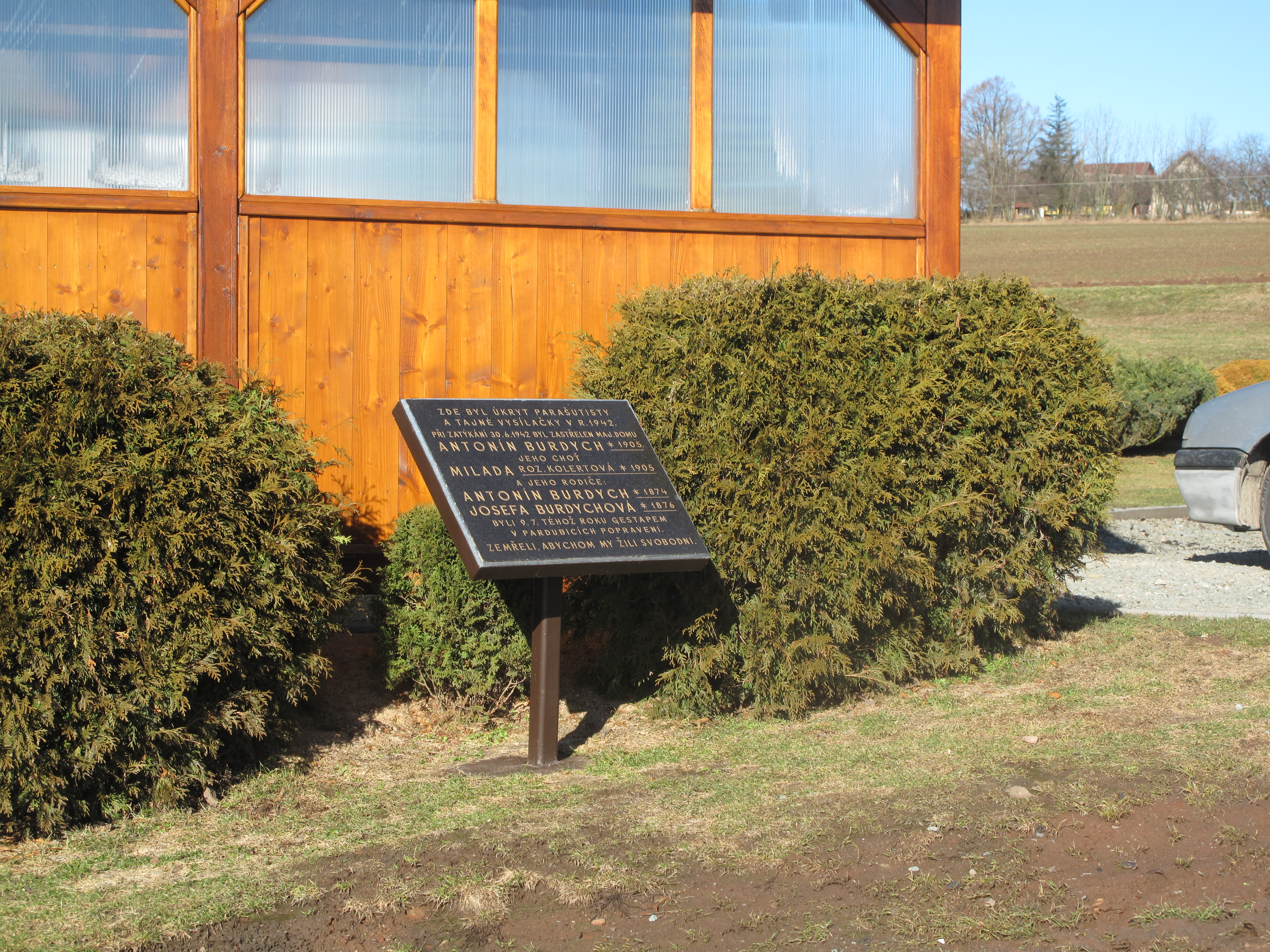
Pamětní deska u usedlosti Burdychových na Kosteleckých Končinách

Milada Burdychová vstoupila do protinacistického odboje dne 28. června 1942, kdy na žádost manželovy sestry Zdeňky Satranové poskytli manželé Burdychovi na své usedlosti v Kosteleckých Končinách útočiště radistovi Silveru A Jiřímu Potůčkovi a jeho radiostanici Libuši, protože v dřívější místo na půdě bohdašínské školy nebylo bezpečné. Jiří Potůček zde měl pobývat jen dočasně, protože pro něj sokolský odboj připravoval základnu ve své chatě v Doubravici. Radista byl umístěn do úkrytu na potraviny vybudovaném během první světové války. Nacházel se za zdí v přízemí objektu, vstup byl ale z půdy. Již předtím se ale Zdeňčin manžel, bohdašínský učitel Ladislav Satran pokoušel obstarat pro Potůčka jiné místo. Po poradě požádal společně s Josefem Klikarem o pomoc rtyňského lékaře Viléma Dvořáčka, který ale vše nahlásil. Gestapo již tou dobou z výslechů v Pardubicích jméno Satran znalo, ale volné konce spojilo až díky tomuto udání. Manželé Satranovi byli zatčeni v době, kdy už byl Potůček u Burdychů, Ladislav Satran ale po mučení místo jeho pobytu prozradil.

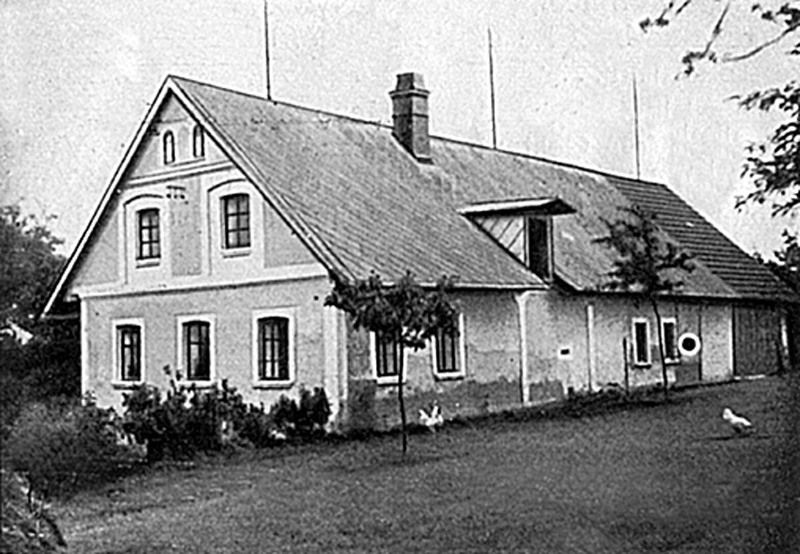
Hospodářství Burdychových v Končinách na dobové fotografii

Dne 30. června 1942 vtrhlo gestapo do usedlosti v době, kdy se zde nacházel jen starší syn Vladimír a dospělí pracovali na poli. O zatčení Satranových nevěděli. Po jejich návratu udeřilo na Antonína Burdycha. Ten, aby varoval Potůčka, se dal na útěk přičemž byl vícekrát zasažen. Ještě živý byl naložen na vůz a dopraven do Červeného Kostelce k výslechu. Cestou ale vykrvácel, ohledávající lékař stanovil jako příčinu úmrtí průstřel plic. Poté, co příslušníci gestapa objevili úkryt, donutili Antonína Burdycha staršího odházet seno z poklopu. Potůček se z obklíčení prostřílel přičemž nešťastně zasáhl i Antonína Burdycha staršího do ramene. Po útěku se vypravil do Pardubic na jejichž okraji jej zastřelil protektorátní četník. Milada Burdychová se během operace gestapa psychicky zhroutila a proto byla po zatčení převezena do náchodské nemocnice, až odtud do vězení v Hradci Králové. Stav jí nedovolil se ani rozloučit se svými syny, protože mladší Antonín se mezitím vrátil ze školy. Již se s nimi nikdy neshledala. Popravena byla dne 9. července 1942 na pardubickém zámečku. Ve stejný den a na stejném místě byli popraveni i rodiče jejího manžela, manželé Satranovi a další spolupracovníci Silveru A z Podkrkonoší. Jejich těla byla spálena v pardubického krematoriu a popel vhozen do Labe.

## Osudy dětí
Synové Vladimír (cca 1930–1996) a Antonín (1934–2024) byli odděleně vychováni u příbuzných, poté vystudovali lesnickou školu. Vladimír vykonával svou profesi v Krušných horách, Antonín se věnoval přednáškám a předával svědectví o prožitých událostech.